# Susie O'Neill
Susie O'Neill (Mackay, 2 augustus 1973) is een voormalig Australisch zwemster.
Zij verbeterde in de aanloop naar de Olympische Spelen in haar vaderland Australië het negentien jaar oude wereldrecord op de 200 meter vlinderslag van de vermaarde Mary T. Meagher uit de Verenigde Staten.
Met 35 nationale titels en acht olympische medailles is O'Neill een van de meest succesvolle zwemmers uit de Australische sportgeschiedenis. Na de Spelen van Sydney beëindigde de pupil van trainer Scott Volkers haar imposante carrière en trad de in Brisbane woonachtige O'Neill toe tot de atletencommissie van het Internationaal Olympisch Comité. In 1996 en 1998 werd ze in eigen land uitgeroepen tot Sportvrouw van het Jaar.

## Internationale erelijst

### 1992
- Olympische Spelen in Barcelona:
  - Derde op de 200 meter vlinderslag (2.09,03)

### 1994
- Gemenebestspelen in Victoria:
  - Eerste op de 200 meter vlinderslag (2.09,96)
- Wereldkampioenschappen langebaan in Rome:
  - Derde op de 100 meter vlinderslag (1.00,11)
  - Derde op de 200 meter vlinderslag (2.09,54)

### 1996
- Olympische Spelen in Atlanta:
  - Eerste op de 200 meter vlinderslag (2.07,76)
  - Tweede op de 4x100 meter wisselslag
  - Derde op de 4x200 meter vrije slag

### 1997
- Pan Pacific Games in Fukuoka:
  - Eerste op de 200 meter vlinderslag (2.08,59)

### 1998
- Wereldkampioenschappen langebaan in Perth:
  - Eerste op de 200 meter vlinderslag (2.07,93)
  - Derde op de 4x100 meter vrije slag (3.43,71)
  - Derde op de 4x200 meter vrije slag (8.04,19)
  - Tweede op de 4x100 meter wisselslag (4.05,12)
- Gemenebestspelen in Kuala Lumpur:
  - Eerste op de 200 meter vrije slag (2.00,24)
  - Eerste op de 400 meter vrije slag (4.12,39)
  - Eerste op de 200 meter vlinderslag (2.06,60)

### 1999
- Pan Pacific Games in Sydney:
  - Eerste op de 200 meter vrije slag (1.58,17)
  - Eerste op de 200 meter vlinderslag (2.06,60)
  - Tweede op de 100 meter vlinderslag (59,07)

### 2000
- Olympische Spelen in Sydney:
  - Eerste op de 200 meter vrije slag (1.58,24)
  - Tweede op de 200 meter vlinderslag (2.06,58)
  - Zevende op de 100 meter vlinderslag (59,27)
  - Twaalfde op de 50 meter vrije slag (25,74)
  - 31ste op de 100 meter vrije slag (57,78)
  - Tweede op de 4x200 meter vrije slag (7.58,52)
  - Tweede op de 4x100 meter wisselslag (4.01,59)
  - Zesde op de 4x100 meter vrije slag (3.40,91)

1968: Debbie Meyer ·
1972: Shane Gould ·
1976: Kornelia Ender ·
1980: Barbara Krause ·
1984: Mary Wayte ·
1988: Heike Friedrich ·
1992: Nicole Haislett ·
1996: Claudia Poll ·
2000: Susie O'Neill ·
2004: Camelia Potec ·
2008: Federica Pellegrini ·
2012: Allison Schmitt ·
2016: Katie Ledecky ·
2020: Ariarne Titmus ·
2024: Mollie O'Callaghan
1968: Ada Kok ·
1972: Karen Moe ·
1976: Andrea Pollack ·
1980: Ines Geißler ·
1984: Mary T. Meagher ·
1988: Kathleen Nord ·
1992: Summer Sanders ·
1996: Susie O'Neill ·
2000: Misty Hyman ·
2004: Otylia Jędrzejczak ·
2008: Liu Zige ·
2012: Jiao Liuyang ·
2016: Mireia Belmonte ·
2020: Zhang Yufei ·
2024: Summer McIntosh
- Australian Women's Register: AWE2260b
- International Standard Name Identifier: 0000 0000 6786 7750
- Library of Congress Control Number: nb2002008175
- Trove: 708121
- Virtual International Authority File: 94959472
- WorldCat: E39PBJhhvQCX9JqdxCHqr3dqQq